# Frauweilerwiesen
Das Naturschutzgebiet Frauweilerwiesen liegt auf dem Gebiet der Stadt Wiesloch im Rhein-Neckar-Kreis in Baden-Württemberg.

## Kenndaten
Das Schutzgebiet entstand am 17. Oktober 1985 durch Verordnung des Regierungspräsidiums Karlsruhe mit der Schutzgebietsnummer 2.086. Diese Verordnung wurde im Gesetzblatt für Baden-Württemberg am 29. November 1985 veröffentlicht und trat danach in Kraft. Der CDDA-Code lautet 163144  und entspricht der WDPA-ID.

## Lage
Das Naturschutzgebiet befindet sich am Nordwestrand des Kraichgaus direkt südöstlich des Wieslocher Stadtteils Frauenweiler. Begrenzt wird es im Südosten durch die Autobahn A 6 und im Nordwesten durch die L 594. Es handelt sich um ein durch Tonabbau entstandenes Feuchtgebiet mit zwei Weihern, das Teil des FFH-Gebiets Nr. 6718.311 Nördlicher Kraichgau ist. Das Gebiet liegt im Naturraum 125-Kraichgau innerhalb der naturräumlichen Haupteinheit 12-Neckar- und Tauber-Gäuplatten. Das Schutzgebiet umfasst eine Größe von 12,2 ha.

## Schutzzweck

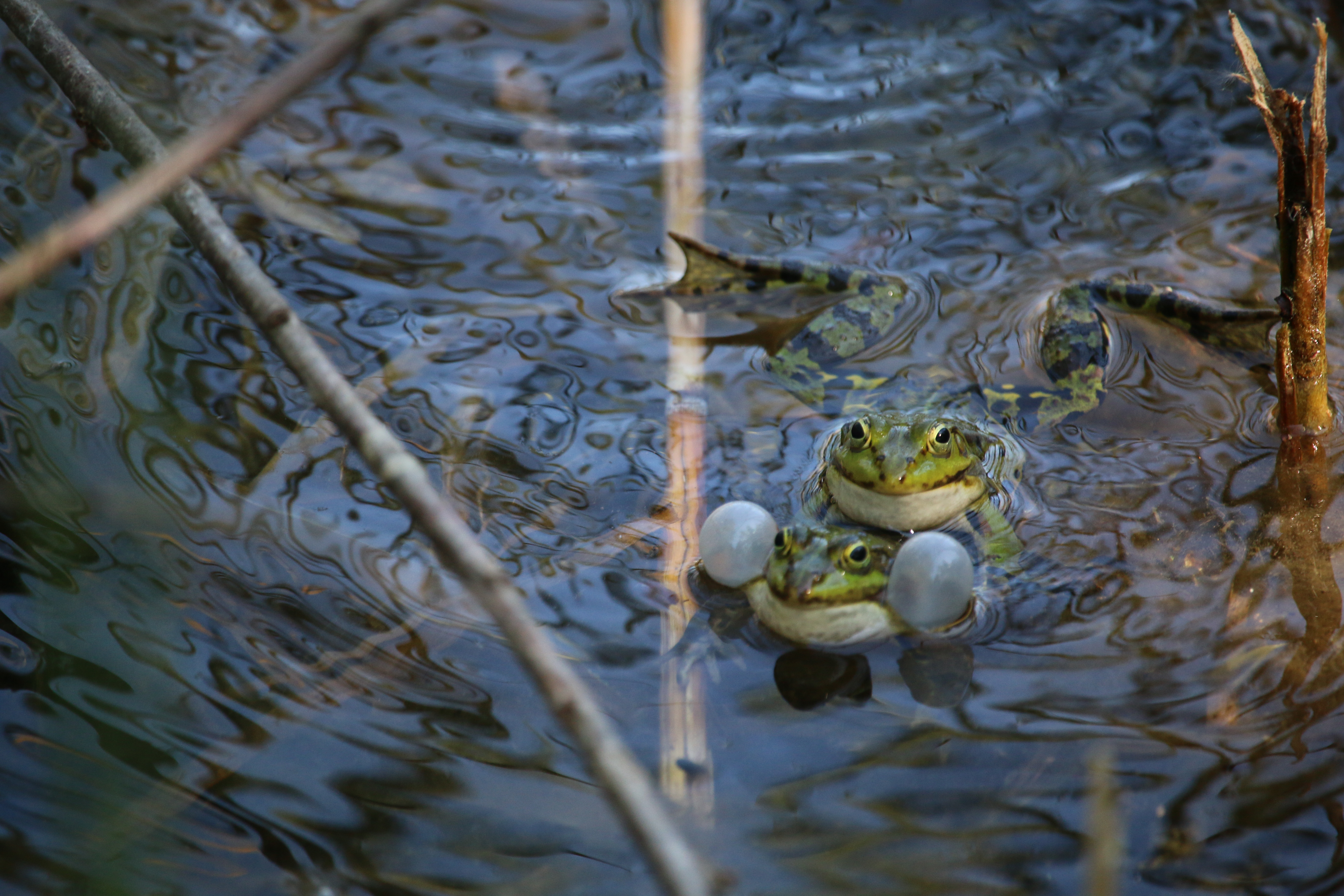
(Pelophylax lessonae) im Naturschutzgebiet „Frauweilerwiesen“

Wesentlicher Schutzzweck ist gemäß Schutzgebietsverordnung die Erhaltung letzter wechselfeuchter Wiesen und eines nach aufgegebenem Tonabbau entstandenen Feuchtgebietes als Lebensraum heimischer Pflanzen und Tiere, insbesondere als Laich- oder Brutplatz gefährdeter Fisch-, Amphibien-, Reptilien-, Vogel- und Kleinsäugerarten.